# Wu Jingzi
Wu Jingzi (吳敬梓T, 吴敬梓S, Wú JìngzǐP; Contea di Quanjiao, Chuzhou, 1701 – Yangzhou, 11 gennaio 1754) è stato uno scrittore cinese d'epoca Qing.

## Biografia
Wu Jingzi nacque in una famiglia agiata. Suo padre, Wu Linqi (吳霖起), era un funzionario Qing, ma nen ebbe successo. Wu Jingzi tentò di superare gli esami imperiali per il diploma jinshi, ma si fermò all'amministrazione del livello di contea. Preso dalla povertà all'età di trentadue anni, si trasferì a Nanchino, dove incontrò e fece la conoscenza di molti funzionari.
La famiglia di Wu avrebbe avuto legami coi famosi filosofi Yan Yuan (颜元) e Li Gong (李塨). I filosofi diedero importanza ai rituali nel neoconfucianesimo e forse influenzarono i romanzi di Wu.
Nel suo soggiorno a Nanchino, nel 1740, iniziò il suo famoso romanzo Rulin Waishi, con cui critica ferocemente la classe dei letterati-funzionari. In suo onore è stato eretto un museo nella sua città natale di Quanjiao.